# 15351 Yamaguchimamoru
15351 Yamaguchimamoru eller 1994 VO6 är en asteroid i huvudbältet som upptäcktes den 4 november 1994 av de båda japanska astronomerna Kazuro Watanabe och Kin Endate vid Kitami-observatoriet. Den är uppkallad efter amatörastronomen Mamoru Yamaguchi.
Asteroiden har en diameter på ungefär 4 kilometer.